# Dubravice (Skradin)
Dubravice falu Horvátországban Šibenik-Knin megyében. Közigazgatásilag Skradinhoz tartozik.

## Fekvése
Šibenik központjától légvonalban 13, közúton 27 km-re északra, községközpontjától 4 km-re északra, Dalmácia középső részén, a Krka Nemzeti Park nyugati szélén fekszik.

## Története
A települést 1299-ben említik először abban az adománylevélben, melyben Šubić Pál horvát bán újraalapítja a Skradin melletti Keresztelő Szent János kolostort. A középkorban területe részben a skradini, részben pedig valószínűleg a bribiri plébániához tartozott. 1409-ben Dalmáciával együtt a Velencei Köztársaság uralma alá került. Középkori temploma a 15. században épült. Miután 1522-ben Skradint elfoglalta a török egyházi szolgálatát a visovaci ferences atyák látták el. Plébániáját a török kiűzése után 1700-ban alapították és 1773-ig Rupe települést is hozzá tartozott egészen a roki zuhatagig.
Területe évszázadokig velencei uralom alatt volt. 1797-ben a Velencei Köztársaság megszűnésével a Habsburg Birodalom része lett. 1806-ban Napóleon csapatai foglalták el és 1813-ig francia uralom alatt állt. Napóleon bukása után ismét Habsburg uralom következett, mely az első világháború végéig tartott. A településnek 1857-ben 726, 1910-ben 894 lakosa volt. Az I. világháború után rövid ideig az Olasz Királyság, ezután a Szerb-Horvát-Szlovén Királyság, majd Jugoszlávia része lett. A délszláv háború során mindvégig horvát kézen maradt. 2011-ben 594 lakosa volt.

## Lakosság
| Lakosság változása | Lakosság változása | Lakosság változása | Lakosság változása | Lakosság változása | Lakosság változása | Lakosság változása | Lakosság változása | Lakosság változása | Lakosság változása | Lakosság változása | Lakosság változása | Lakosság változása | Lakosság változása | Lakosság változása | Lakosság változása |
| ------------------ | ------------------ | ------------------ | ------------------ | ------------------ | ------------------ | ------------------ | ------------------ | ------------------ | ------------------ | ------------------ | ------------------ | ------------------ | ------------------ | ------------------ | ------------------ |
| 1857               | 1869               | 1880               | 1890               | 1900               | 1910               | 1921               | 1931               | 1948               | 1953               | 1961               | 1971               | 1981               | 1991               | 2001               | 2011               |
| 726                | 801                | 733                | 758                | 838                | 894                | 1.200              | 1.037              | 1.082              | 1.208              | 1.219              | 1.027              | 934                | 822                | 613                | 594                |

## Nevezetességei
Alexandriai Szent Katalin szűz és vértanú tiszteletére szentelt római katolikus plébániatemploma a középkori templom (15. század) helyén épült. A régi templomból csak a mellékbejárat tympanonja maradt meg a reneszánsz "D. O. M." (Deo Optimo Maximo) felirattal. A templomot 1724-ben megújították és bővítették, később is több renováláson ment át. 1977-78-ban kívül-belül felújították és a helyileg védett kulturális emlékek közé sorolták. A felújítás során amikor leverték a vakolatot több helyen régi felirat töredékei kerültek elő. Az épület alaprajza nem szabályos, mivel a dongaboltozattal fedett apszis szélesebb a hajónál. A homlokzaton a főbejárat két oldalán két kisebb ablak, felette kör alakú ablak látható. Legfelül található a pengefallal kiképzett harangtorony, benne két haranggal. Az oltár fából készült Szent Katalinnak a bányászok védőszentjének barokk szobrával, Dubravicén ugyanis még a 18. században is bányásztak vasércet. A délszláv háború idején a templomot több gránáttalálat érte, melynek következtében a tető és falak károkat szenvedtek. Az ismétlődő tüzérségi támadásban a templom körüli sírok nagy része is megrongálódott. A károkat szenvedett templomot 1998-99-ben teljesen felújították. Ennek során a védettséget nem élvező oltárt márványra cserélték, melyen Szent Katalin szobrát helyezték el. A templom körüli temető kerítése 1766-ban épült.